# Kayabaşı, Kumru
Kayabaşı là một xã thuộc huyện Kumru, tỉnh Ordu, Thổ Nhĩ Kỳ. Dân số thời điểm năm 2010 là 153 người.